# 龔懋熙
龔懋熙（1620年2月4日—1695年12月22日），字瑞銅，又字孟章，號筍湄，又號玉津，四川重慶府江津縣人，明朝官員。

## 生平
崇禎十二年（1639年）己卯科第七名舉人，崇禎十三年（1640年）庚辰科書一房會試第44名聯捷進士，殿試三甲258名，都察院觀政。辛巳應選知縣，以年幼上疏改授太常博士。
隆武元年授兵部職方司主事；永曆二年升太僕寺少卿，八年遷翰林院檢討，歷右春坊。永曆八年（1654年）秋八月，貴州、四川甲午科鄉試合於貴陽舉行，以慧光寺為貢院，龔懋熙主考，榜發，取中舉人陳士基等五十四人，副貢二十人。
康熙十二年，主修《四川總志》成。

## 著作
著有《四書講語》《梧竹居草詩文集》。

## 家族
曾祖龔雲礽；祖龔鐸（鄉飲賓）；父龔三級（廩生，崇禎十七年貢於鄉，隆武元年授遵義府儒學訓導，永曆元年陞安順府推官，乾隆四年崇祀鄉賢），母丁氏；弟龔懋烈（崇禎壬午舉人）。
子龔林生（陶氏生）、龔綸（卞氏生）、龔瑛（夏氏生）、龔繩（吳氏生）。